# 山田泰子
山田 泰子（やまだ やすこ、1979年2月16日 - ）は、北海道放送（HBC）の元アナウンサー。
千葉県千葉市出身。学習院大学法学部卒業。2001年入社（同期は邑田みさき）。主にスポーツを担当。2007年に退社。
身長148cm。体重40kg未満。血液型O型。「全国一小さいアナウンサー」の異名を得た。

## エピソード
- 趣味はエアロビクス、料理。好きなものはジブリ。
- 番組の企画で、リュージュの正式な大会に3度出たことがある。結果はどれも最下位だった。
- 2007年7月18日付の新聞紙上の連載コラム（元気満々 山田泰子で～す）で結婚を発表した。報道によると、山田はこの時すでに妊娠していた。夫の石水創は石屋製菓創業者石水幸安の孫ならびに前社長石水勲の長男で同社代表取締役社長。
- 同年8月29日のHBCアナウンサー日記にて退社を報告。
- 「女子アナ出題!Theご当地問題DVD&カード」（タカラトミー、2007年9月27日発売）に出演。
- 2009年2月21日に放送された､毎日放送制作・TBS系列の｢知っとこ!｣で放送された｢ニッポン全国美人の素･北海道編｣で久しぶりに画面に登場した｡

## 過去の担当番組

### テレビ
- アンカー!
- よるなび
- もくなび
- もっと!コンサドーレ
- HBCカップジャンプ
- Eスポーツ（2007年8月18日放送分で出演を終えた）
- 我が家に地デジがやってきた（2006年6月1日、NHKと民放5社（HBC、STV、HTB、UHB、TVH）共同制作）

### ラジオ
- スポーツどーむ北海道
- 週末ナビゲーション
- ファイターズDEナイト!（金曜日ゲスト）
- HBCスーパーベースボール（ベンチリポーター）